# 京郷新聞廃刊事件
京郷新聞廃刊事件（キョンヒャンしんぶんはいかんじけん）は、李承晩政権（第一共和国）下の1959年、當時の韓国における野党系の大手新聞であった京郷新聞を政府が強制的に廃刊した事件である。数多くある李承晩政権による言論弾圧の中でも最大の事件となった。

## 概要
『京郷新聞』は有力新聞の一つであり、カトリック系の財団が運営していた新聞であった。そして最大野党である民主党の最高委員で且つ副大統領でもあった張勉（カトリック信者）が、副大統領選出前まで同紙の経営に携わっていたこともあり、張勉を積極的に応援する姿勢を採っていただけでなく、与党・自由党の不正や腐敗を厳しく批判する報道姿勢を貫き通していた。そのため、翌1960年の大統領選挙での勝利を至上命令としていた李承晩政権は、張勉を支持する同紙を廃刊する強硬措置に打って出た。
1959年4月30日、政府広報室は米軍政法令第88号（1946年5月29日公布）を適用して『京郷新聞』の発行許可を取り消した。取り消しの理由として、
1：同紙が1959年1月11日付の社説「政府と与党の支離滅裂相」で、スコフィールド博士に対して李起鵬国会議長が帰国勧告した事に関する記事が、李起鵬議長の個人的名誉を毀損したのと同時に政界を混乱させた。
2：2月4日付の短評「余滴」において、ヘメンス教授の「多数の暴政」という論文を引用して暴動を扇動。
3：2月16日付3面において江原道洪川郡に駐屯している軍の師団長が師団に支給されたガソリンを横流ししたと、虚偽報道をした。
など5つの理由を挙げた。
廃刊処分に対し、京郷新聞側は、廃刊処分を「与党による野党封じ込め」であると反論、直ちに行政訴訟を提起した。その結果、1959年6月26日にソウル高等法院（裁判所）特別部は「廃刊処分の取り消し決定」を下し、これを受けて同紙は翌6月27日からの朝刊発行準備に取り掛かった。しかし、政府は廃刊処分取り消し決定に対抗して無期限発行停止処分を下し、再び無期停刊となった。無期限発行停止処分を受けて同紙は法院に取り消し処分の効力停止仮処分申請をしたが、ソウル高等法院は「停刊処分は適法で、米軍政法令第88号は違憲ではない」と判断した。このため、同紙は即刻、大法院に上告したが、大法院は軍政法令88号の違憲審査を憲法委員会にゆだねる決定を下した。しかし確定判決が出される前に「四月革命」が起こったことで、4月26日、大法院は「発行許可停止の行政処分を無効とする」決定を下した。
そして、翌4月27日、廃刊からほぼ一年ぶりに『京郷新聞』は復刊することができた。